# František Derfler
František Derfler (12. února 1942 Plzeň – 17. srpna 2019) byl český herec, divadelní režisér, scenárista a organizátor, divadelní pedagog.

## Život
V roce 1964 vystudoval činoherní herectví na Janáčkově akademii múzických umění v Brně. Po absolutoriu působil nejprve v pražském Divadle Jiřího Wolkera (1964–1975), poté do roku 1980 v brněnském Divadle Husa na provázku. Od roku 1980 byl členem činohry Národního divadla v Brně, kde v letech 1990 až 1997 pracoval ve funkci šéfa činohry. V roce 1969 se stal spoluzakladatelem experimentálního Bílého divadla, roku 1988 založil Divadlo U stolu.
| „                 | V Divadle U stolu František Derfler zastával tolik funkcí, že bez něj může těžko fungovat. | “ |
| — Divadlo U stolu |                                                                                            |   |

## Společenská a pedagogická činnost
František Derfler byl signatářem Charty 77 a vydavatelem brněnské samizdatové edice Studnice. Kromě toho pořádal bytové semináře. V listopadu 1989 se v Brně podílel na založení místního Občanského fóra a stal se jeho mluvčím.
Od roku 2003 vyučoval na Divadelní fakultě JAMU.

## Umělecká činnost
Účinkoval v několika filmech a v řadě televizních filmů a seriálů (např. Balada pro banditu, Četnické humoresky). Spolupracoval také s Českým rozhlasem na řadě literárních pořadů. Kromě dramatizace byl interpretem veršů, esejů,
četby na pokračování a jedním z interpretů v rozhlasovém seriálu Toulky českou minulostí.

## Dokumentární film
- František Derfler u stolu

## Ocenění
- Cena města Brna za rok 2009.